# سيرجيو تومسون
سيرجيو تومسون (بالإسبانية: Sergio Thompson)‏ (29 أكتوبر 1983 - ) هو ملاكم مكسيكي، صنّف ضمن فئة وزن الريشة السوبر ‏.

## روابط خارجية
- سيرجيو تومسون على موقع بوكس ريك (الإنجليزية) (registration required)